# 마포형무소

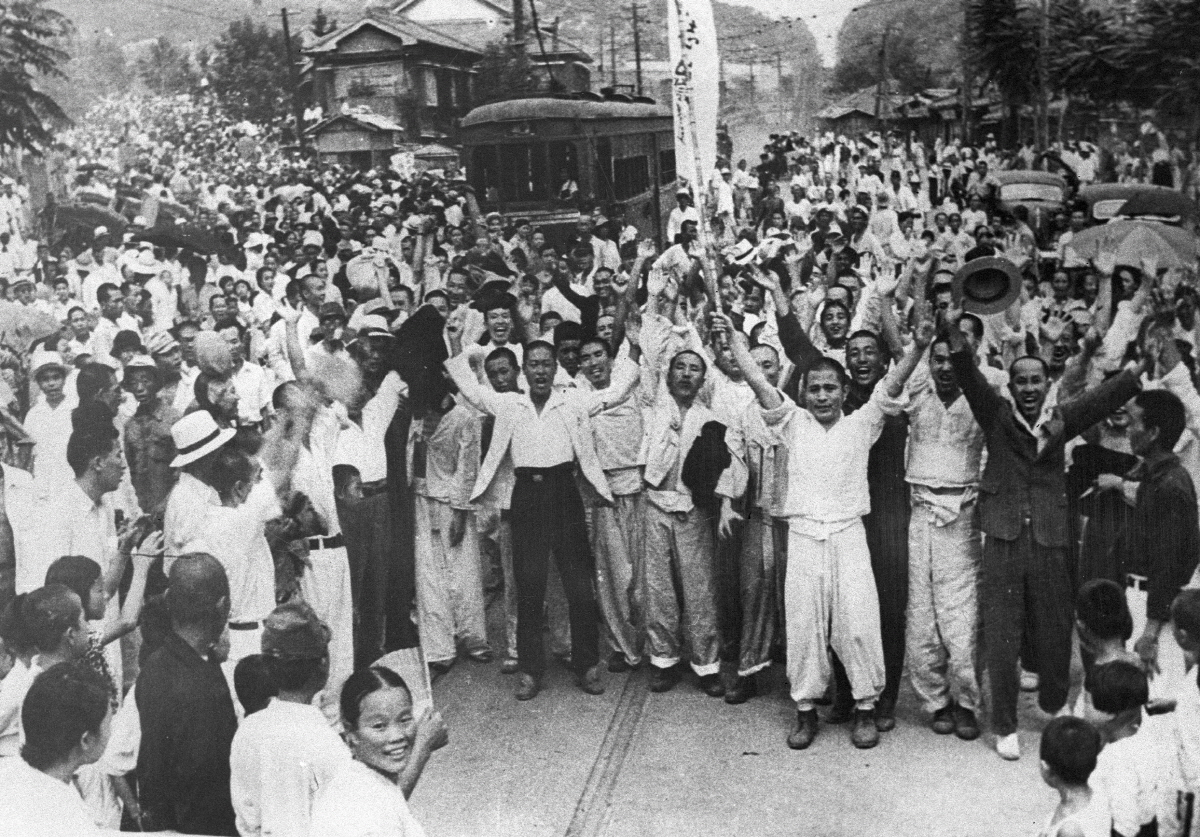
8월 16일 오전 9시 마포형무소 앞에서 석방된 독립운동가들. 이 사진은 광복 직후 남아있는 유일한 사진이다.

마포형무소(麻浦刑務所) 또는 경성형무소(京城刑務所)는 일제강점기에 일본 제국이 서울에 세워 대한민국 정부 수립 초까지 사용되었던 형무소이다.

## 개요
한일 병합 조약 체결 전인 1908년에 서대문형무소의 전신인 경성감옥이 서울 서대문구에 지어졌다. 경성감옥의 수용 공간이 부족해지자 서울 마포구 공덕동에 새 감옥이 신설되어 경성감옥으로 불리게 되었고, 서대문의 경성감옥은 서대문감옥으로 개칭했다.
8.15 광복이후 1946년에 마포형무소로, 1961년에는 마포교도소로 각각 개칭했다. 1963년 경기도 안양시에 신설된 안양교도소로 이전하면서 폐지되었다.
마포형무소 건물은 이전 후 사라졌고, 그 터에는 경서중학교가 들어섰다가 현재는 서울서부지방법원이 들어서 있다. 1995년, 마포구 공덕동 105번지 마포형무소 자리에 "1912년 日帝가 경성형무소를 설치하여 항일(抗日) 독립 운동가(獨立運動家)들이 옥고(獄苦)를 치렀던 유적지"라고 적힌 표지석이 조성되었다.

## 같이 보기
- 서대문형무소
- 안양교도소

## 참고자료
- “기관 안내”. 안양교도소. 2005년 9월 30일에 원본 문서에서 보존된 문서. 2008년 5월 15일에 확인함.